# Olympische Sommerspiele 2020/Radsport – BMX-Rennen (Frauen)
Das BMX-Rennen der Frauen bei den Olympischen Spielen 2020 in Tokio wurde am 29. (Viertelfinale) und 30. Juli 2021 (Halbfinale und Finale) im Ariake Urban Sports Park ausgetragen.

## Titelträger
| Olympiasieger | Mariana Pajón    | Rio de Janeiro 2016 |
| Weltmeisterin | Alise Willoughby | Heusden-Zolder 2019 |

## Das Rennen
Im Viertelfinale traten jeweils sechs Fahrerinnen in drei Läufen gegeneinander an. In jedem Lauf gab es Punkte gleich der Platzierung, die Punktbesten vier Fahrerinnen nach drei Läufen haben sich für das Halbfinale qualifiziert, aus Viertelfinale 1 und 2 für das Halbfinale 1, aus Viertelfinale 3 und 4 für das Halbfinale 2. Im Viertelfinale gab es keine Überraschungen und alle Top-Fahrerinnen kamen eine Runde weiter.
In den Halbfinals bestritten jeweils acht Fahrerinnen drei Läufe, die jeweils vier Punktbesten qualifizierten sich für das Finale. Im Halbfinale 1 kollidierte im 1. Lauf die amtierende Weltmeisterin Alise Willoughby mit der Schweizerin Zoé Claessens und geriet unter Druck. Im 3. Lauf stürzten die an der Spitze liegenden Willoughby und Saya Sakakibara, Sakakibara musste ins Krankenhaus abtransportiert werden, Willoughby schied damit im Halbfinale aus.
Im Halbfinale 2 dominierte die Britin Beth Shriever, die alle drei Läufe gewann. Im 1. Lauf verletzte sich mit der Niederländerin Laura Smulders eine der Medaillenkandidatinnen. Zwar trat sie noch in den restlichen Läufen an, konnte jedoch nicht mehr in die Entscheidung eingreifen und schied aus.
Im Finale konnte Beth Shriever ihre Eindrücke aus den Viertel- und Halbfinals bestätigen und gewann die Goldmedaille. Nach Gold bei den Olympischen Sommerspielen 2012 und 2016 gewann die Kolumbianerin Mariana Pajón dieses Mal die Silbermedaille. Die Bronzemedaille ging an Merel Smulders, die Schwester der Bronzemedaillengewinnerin von 2012 Laura Smulders.

## Ergebnisse

### Viertelfinale

#### Viertelfinale 1
| Rang | Name                     | Nation             | Lauf 1 (Pkt.) | Lauf 2 (Pkt.) | Lauf 3 (Pkt.) | Punkte | Anm. |
| ---- | ------------------------ | ------------------ | ------------- | ------------- | ------------- | ------ | ---- |
| 1    | Mariana Pajón            | Kolumbien          | 45,659 (1)    | 45,576 (1)    | 46,118 (1)    | 3      | Q    |
| 2    | Simone Christensen       | Dänemark           | 46,299 (3)    | 45,576 (2)    | 46,542 (2)    | 7      | Q    |
| 3    | Merel Smulders           | Niederlande        | 46,106 (2)    | 48,049 (3)    | 48,751 (5)    | 10     | Q    |
| 4    | Elke Vanhoof             | Belgien            | 46,939 (4)    | 49,360 (5)    | 47,190 (3)    | 12     | Q    |
| 5    | Payton Ridenour          | Vereinigte Staaten | 48,434 (5)    | 48,156 (4)    | 47,393 (4)    | 13     |      |
| 6    | Chutikan Kitwanitsathian | Thailand           | 1:00,717 (6)  | 59,502 (6)    | 1:00,786 (6)  | 18     |      |

#### Viertelfinale 2
| Rang | Name               | Nation             | Lauf 1 (Pkt.) | Lauf 2 (Pkt.) | Lauf 3 (Pkt.) | Punkte | Anm. |
| ---- | ------------------ | ------------------ | ------------- | ------------- | ------------- | ------ | ---- |
| 1    | Laura Smulders     | Niederlande        | 44,907 (2)    | 45,381 (1)    | 45,572 (1)    | 4      | Q    |
| 2    | Felicia Stancil    | Vereinigte Staaten | 44,412 (1)    | 46,772 (2)    | 46,277 (2)    | 5      | Q    |
| 3    | Axelle Étienne     | Frankreich         | 45,270 (3)    | 47,405 (3)    | 47,524 (3)    | 9      | Q    |
| 4    | Drew Mechielsen    | Kanada             | 47,393 (4)    | 48,246 (4)    | 49,128 (5)    | 13     | Q    |
| 5    | Natalja Suworowa   | ROC                | 48,318 (5)    | 49,120 (5)    | 48,266 (4)    | 14     |      |
| 6    | Priscilla Carnaval | Brasilien          | 48,740 (6)    | 51,336 (6)    | 51,626 (6)    | 18     |      |

#### Viertelfinale 3
| Rang | Name             | Nation         | Lauf 1 (Pkt.) | Lauf 2 (Pkt.) | Lauf 3 (Pkt.) | Punkte | Anm. |
| ---- | ---------------- | -------------- | ------------- | ------------- | ------------- | ------ | ---- |
| 1    | Bethany Shriever | Großbritannien | 45,268 (1)    | 44,660 (1)    | 44,924 (3)    | 5      | Q    |
| 2    | Zoé Claessens    | Schweiz        | 45,622 (2)    | 45,429 (3)    | 44,711 (2)    | 7      | Q    |
| 3    | Lauren Reynolds  | Australien     | 46,030 (3)    | 45,384 (2)    | 45,454 (4)    | 9      | Q    |
| 4    | Saya Sakakibara  | Australien     | 58,446 (6)    | 45,597 (4)    | 44,690 (1)    | 11     | Q    |
| 5    | Manon Valentino  | Frankreich     | 48,549 (5)    | 46,945 (5)    | 47,091 (5)    | 15     |      |
| 6    | Vineta Pētersone | Lettland       | 48,043 (4)    | 47,875 (6)    | 47,321 (6)    | 16     |      |

#### Viertelfinale 4
| Rang | Name             | Nation             | Lauf 1 (Pkt.) | Lauf 2 (Pkt.) | Lauf 3 (Pkt.) | Punkte | Anm. |
| ---- | ---------------- | ------------------ | ------------- | ------------- | ------------- | ------ | ---- |
| 1    | Alise Willoughby | Vereinigte Staaten | 46,703 (1)    | 47,741 (1)    | 45,410 (1)    | 3      | Q    |
| 2    | Judy Bauuw       | Niederlande        | 49,797 (2)    | 48,220 (2)    | 47,503 (3)    | 7      | Q    |
| 3    | Rebecca Petch    | Neuseeland         | 2:01,322 (5)  | 48,508 (3)    | 46,823 (2)    | 10     | Q    |
| 4    | Natalja Afremowa | ROC                | 54,821 (4)    | 49,100 (4)    | 47,807 (4)    | 12     | Q    |
| 5    | Doménica Azuero  | Ecuador            | 51,239 (3)    | 54,593 (5)    | 49,979 (5)    | 13     |      |
| 6    | Sae Hatakeyama   | Japan              | DNF (6)       | DNS (8)       | DNS (8)       | 22     |      |

### Halbfinale

#### Halbfinale 1
| Rang | Name             | Nation             | Lauf 1 (Pkt.) | Lauf 2 (Pkt.) | Lauf 3 (Pkt.) | Punkte | Anm. |
| ---- | ---------------- | ------------------ | ------------- | ------------- | ------------- | ------ | ---- |
| 1    | Felicia Stancil  | Vereinigte Staaten | 46,731 (2)    | 45,686 (4)    | 45,855 (1)    | 7      | Q    |
| 2    | Mariana Pajón    | Kolumbien          | 46,167 (1)    | 45,052 (2)    | 48,666 (5)    | 8      | Q    |
| 3    | Merel Smulders   | Niederlande        | 48,076 (6)    | 45,950 (5)    | 47,212 (3)    | 14     | Q    |
| 4    | Drew Mechielsen  | Kanada             | 47,365 (3)    | 46,704 (7)    | 47,366 (4)    | 14     | Q    |
| 5    | Saya Sakakibara  | Australien         | 47,618 (5)    | 44,927 (1)    | DNF (8)       | 14     |      |
| 6    | Rebecca Petch    | Neuseeland         | 47,597 (4)    | 46,095 (6)    | 50,761 (6)    | 16     |      |
| 7    | Zoé Claessens    | Schweiz            | 1:05,583 (7)  | 47,149 (8)    | 46,224 (2)    | 17     |      |
| 8    | Alise Willoughby | Vereinigte Staaten | DNF (8)       | 45,201 (3)    | 1:37,566 (7)  | 18     |      |

#### Halbfinale 2
| Rang | Name               | Nation         | Lauf 1 (Pkt.) | Lauf 2 (Pkt.) | Lauf 3 (Pkt.) | Punkte | Anm. |
| ---- | ------------------ | -------------- | ------------- | ------------- | ------------- | ------ | ---- |
| 1    | Bethany Shriever   | Großbritannien | 45,687 (1)    | 45,155 (1)    | 44,807 (1)    | 3      | Q    |
| 2    | Simone Christensen | Dänemark       | 46,659 (2)    | 45,751 (4)    | 45,358 (4)    | 10     | Q    |
| 3    | Axelle Étienne     | Frankreich     | 58,865 (6)    | 45,645 (3)    | 45,095 (2)    | 11     | Q    |
| 4    | Lauren Reynolds    | Australien     | 1:09,159 (7)  | 45,497 (2)    | 45,317 (3)    | 12     | Q    |
| 5    | Natalja Afremowa   | ROC            | 49,337 (4)    | 46,479 (5)    | 46,633 (6)    | 15     |      |
| 6    | Elke Vanhoof       | Belgien        | 49,254 (3)    | 46,744 (6)    | 47,223 (7)    | 16     |      |
| 7    | Judy Baauw         | Niederlande    | 58,806 (5)    | 47,387 (7)    | 45,487 (5)    | 17     |      |
| 8    | Laura Smulders     | Niederlande    | DNF (8)       | 56,676 (8)    | 49,580 (8)    | 24     |      |

### Finale
| Rank | Name               | Land               | Zeit (s) |
| ---- | ------------------ | ------------------ | -------- |
| 1    | Bethany Shriever   | Großbritannien     | 44,358   |
| 2    | Mariana Pajón      | Kolumbien          | 44,448   |
| 3    | Merel Smulders     | Niederlande        | 44,721   |
| 4    | Felicia Stancil    | Vereinigte Staaten | 45,131   |
| 5    | Lauren Reynolds    | Australien         | 45,401   |
| 6    | Simone Christensen | Dänemark           | 45,582   |
| 7    | Axelle Étienne     | Frankreich         | 45,853   |
| 8    | Drew Mechielsen    | Kanada             | 46,883   |

### Weitere Platzierungen
Platz 9 bis 16 belegen die ausgeschiedenen Halbfinalisten, Platz 17 bis 24 die ausgeschiedenen Viertelfinalisten. Die Reihenfolge wurde anhand der im Halb- bzw. Viertelfinale erzielten Punktzahl ermittelt. Bei Punktgleichheit entschied die Zeit im 3. Lauf.
| Rank | Name                     | Land               |
| ---- | ------------------------ | ------------------ |
| 9    | Saya Sakakibara          | Australien         |
| 10   | Natalja Afremowa         | ROC                |
| 11   | Elke Vanhoof             | Belgien            |
| 12   | Rebecca Petch            | Neuseeland         |
| 13   | Judy Baauw               | Niederlande        |
| 14   | Zoé Claessens            | Schweiz            |
| 15   | Alise Willoughby         | Vereinigte Staaten |
| 16   | Laura Smulders           | Niederlande        |
| 17   | Payton Ridenour          | Vereinigte Staaten |
| 18   | Doménica Azuero          | Ecuador            |
| 19   | Natalja Suworowa         | ROC                |
| 20   | Manon Valentino          | Frankreich         |
| 21   | Vineta Pētersone         | Lettland           |
| 22   | Priscilla Carnaval       | Brasilien          |
| 23   | Chutikan Kitwanitsathian | Thailand           |
| 24   | Sae Hatakeyama           | Japan              |